# مختصر البويطي
مختصر البويطي في الفروع على مذهب الشافعي لأبي يعقوب يوسف بن يحيى المصري المعروف بالبويطي (ت 231هـ/846م) صاحب الإمام الشافعي وخليفته من بعده على أصحابه.
وهو سفر من أهم كتب السادة الشافعية إذ هو مختصر لكتاب « الأم » الذي ألفه الإمام الشافعي رحمه الله.
قَالَ أَبُو عَاصِم: «هُوَ [مختصر البويطي] في غَايَة الْحسن على نظم أَبْوَاب الْمَبْسُوط». وقال تاج الدين السبكي: «وقفتُ عَلَيْهِ وَهُوَ مَشْهُور» 
طبع لأول مرة بتاريخ 1436هـ بعد أن بقي في غياهب المخطوطات أكثر من (1200) سنة.
وحققه العلامة الدكتور القره داغي وقد بذل في تحقيقه سنوات طوالاً، حيث كان رفيق دربه وأنيسه طيلة عقود مضت.